# Parafia Świętych Apostołów Piotra i Pawła w Wallingford
Parafia Świętych Apostołów Piotra i Pawła w Wallingford (ang. SS. Peter and Paul Parish) – parafia rzymskokatolicka położona w Wallingford, Connecticut, Stany Zjednoczone.
Jest ona jedną z wielu etnicznych, polonijnych parafii rzymskokatolickich w Nowej Anglii z mszą św. w j. polskim dla polskich imigrantów.
Nazwa parafii jest dedykowana św. Piotrowi i św. Pawłowi.
Parafia została ustanowiona 8 września 1924 roku.

## Historia
W drugiej połowie XIX wieku, polscy imigranci uczęszczali na mszę św. do kościoła Trójcy Świętej w Wallingford. Na początku 20 wieku, polski ksiądz z zakonu lazarystów, z kościoła św. Stanisława w New Haven został duszpasterzem polskich parafian w parafii Świętej Trójcy. Biskup John Joseph Nilan wyznaczył o. Stanisława Nalewajka jako asystenta do tej parafii w Wallingford a następnie, 8 września 1924 roku, mianował go tymczasowym zarządcą nowo utworzonej parafii Świętych Apostołów Piotra i Pawła. Pod jego kierownictwem imigranci zakupili teren przy North Orchard St. i rozpoczęli budowę kościoła. Pierwsza msza św. w kościele Świętych Apostołów Piotra i Pawła odbyła się 25 maja 1925. 22 czerwca 1925 budowa kościoła w stylu misyjnym została zakończona i uroczyście poświęcona przez ks. Thomas S. Duggan występującemu w imieniu biskupa Jana Józefa Nilan.
29 czerwca, 2017 kościół Świętego Stanisława Biskupa i Męczennika, Meriden oraz kościół Świętych Piotra i Pawła, Wallingford wchodzą w skład parafii Świętej Faustyny.